# 1760 Sandra
1760 Sandra este un asteroid din centura principală, descoperit pe 10 aprilie 1950, de Ernest Johnson.